# Novi Ligure
Novi Ligure (ligurisch Nêuve, piemontesisch Neuve) ist eine Stadt und eine Gemeinde in der italienischen Provinz Alessandria (AL), Region Piemont. Der Zusatz „Ligure“ wurde mit königlichem Dekret vom 11. Januar 1863 hinzugefügt, nachdem die Gemeinde vier Jahre zuvor aufgrund des Rattazzi-Gesetzes an Piemont übergegangen war. Mit dieser Entscheidung wollte man die bis heute bestehende starke Verbundenheit zu Ligurien und seiner Hauptstadt unterstreichen.

## Lage und Einwohner
Die Gemeinde Novi Ligure liegt rund 25 Kilometer südöstlich von der Provinzhauptstadt Alessandria auf einer Höhe von 197 m über dem Meeresspiegel in der Region Novese. Das Gemeindegebiet umfasst eine Fläche von 54,22 km² und hat 27.313 (Stand 31. Dezember 2023) Einwohner. Zur Gemeinde gehören die zwei Ortsteile Merella und Barbellotta. 

### Verkehrsanbindung
Novi Ligure ist über die Autobahnen A26 und A7 sehr gut mit Genua, Mailand und Alessandria verbunden. Novi Ligure liegt an der Bahnstrecke Turin–Genua. Die Stadt hat einen kleinen Flugplatz für die Allgemeine Luftfahrt. Der nächstgelegene Verkehrsflughafen ist Genua.

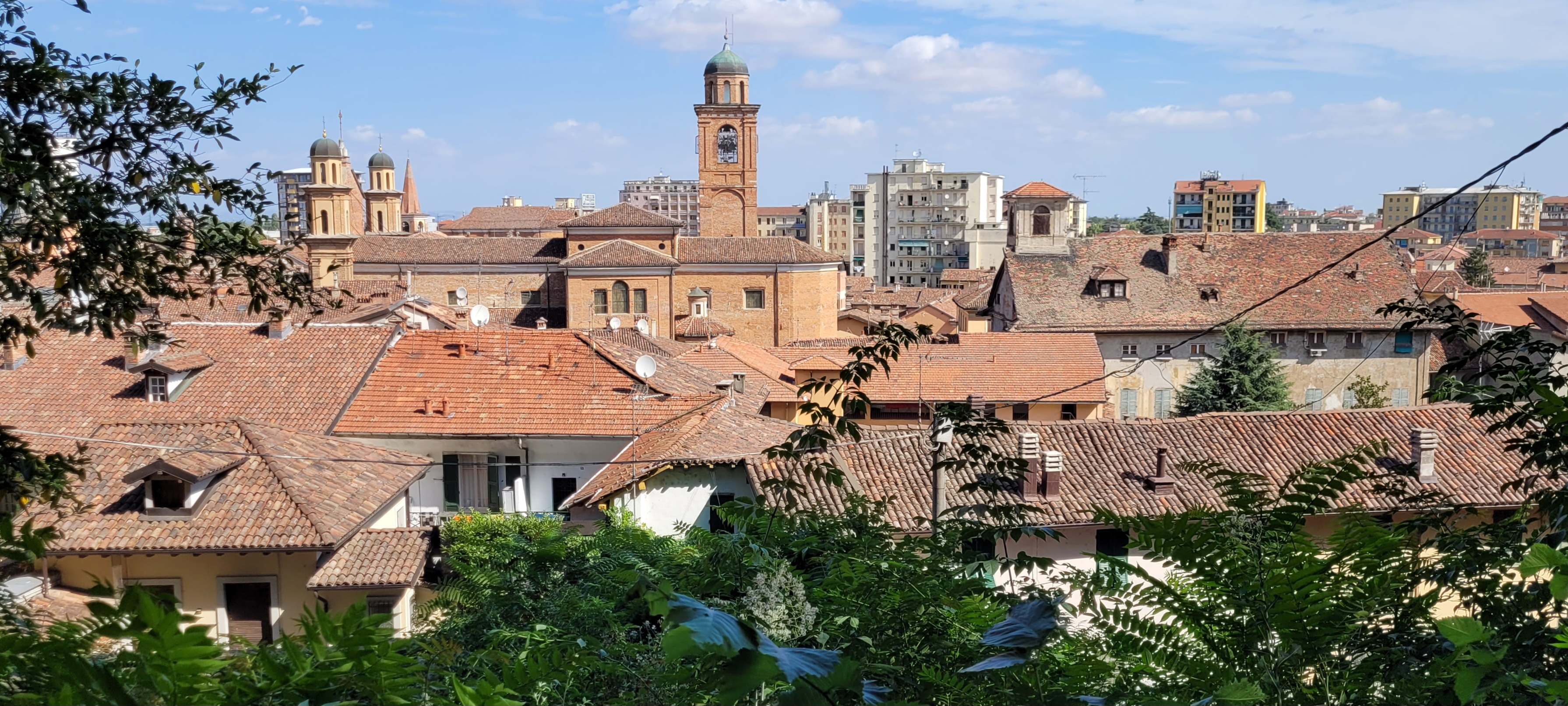
Panorama

## Geschichte

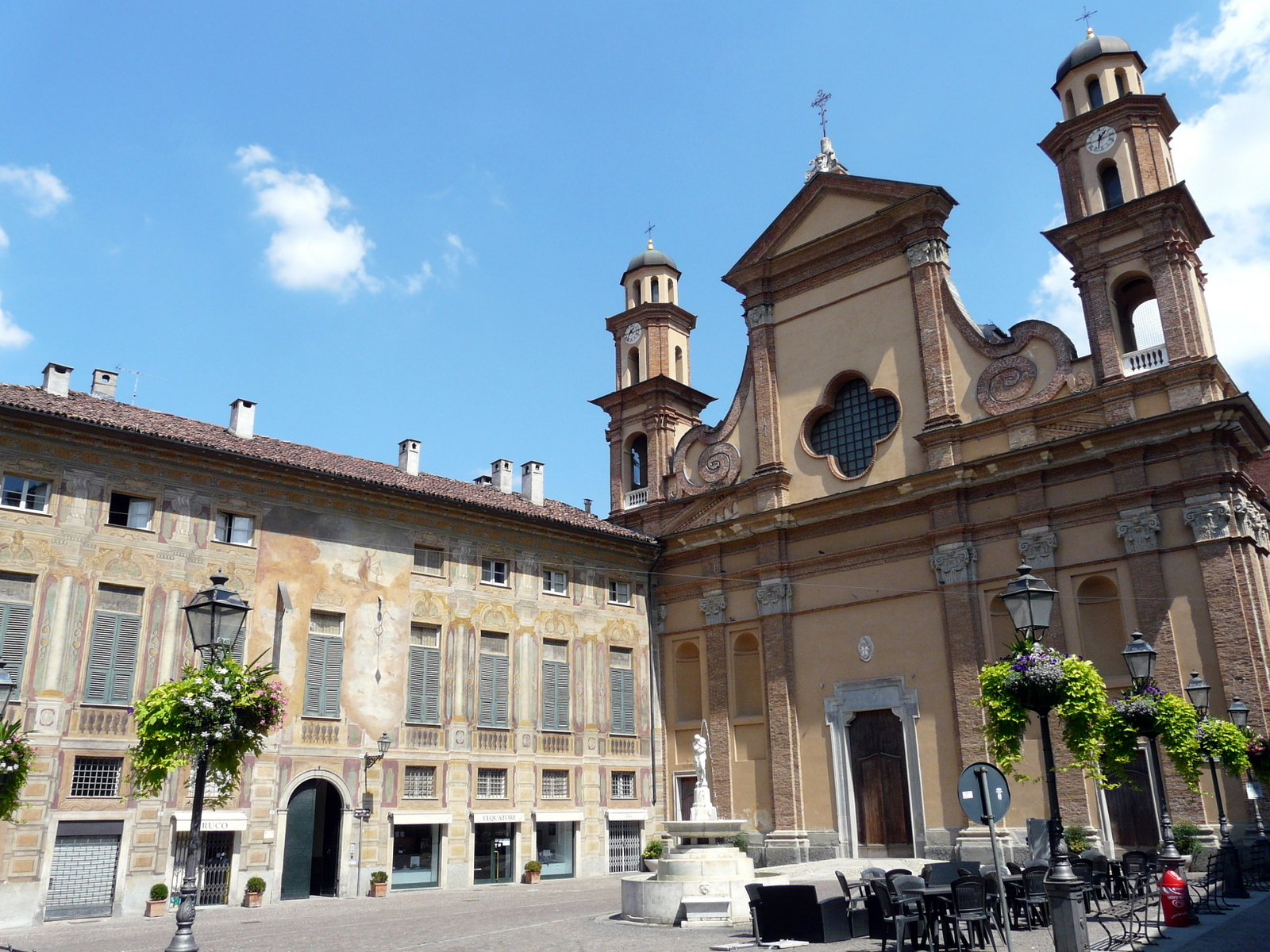
Santa Maria Maggiore

Im Jahr 982 schenkte Kaiser Otto II. Novi Ligure dem Kloster Santissimo Salvatore in Pavia. Die Republik Genua eroberte Novi 1529. Danach blieb Novi unter genuesischer Herrschaft, mit Ausnahme einer kurzen österreichisch-piemontesischen Besetzung 1745–46. Von 1797 bis 1805 war es Teil der Ligurischen Republik. Im Zweiten Koalitionskrieg gegen das revolutionäre Frankreich besiegten am 25. August 1799 russisch-österreichische Truppen unter Alexander Wassiljewitsch Suworow die Franzosen in der Schlacht bei Novi. 1805 wurde Novi vom Kaiserreich Frankreich annektiert. Nach dem Wiener Kongress 1815 wurde die Stadt zusammen mit der genuesischen Republik dem Königreich Piemont-Sardinien zugeschlagen.

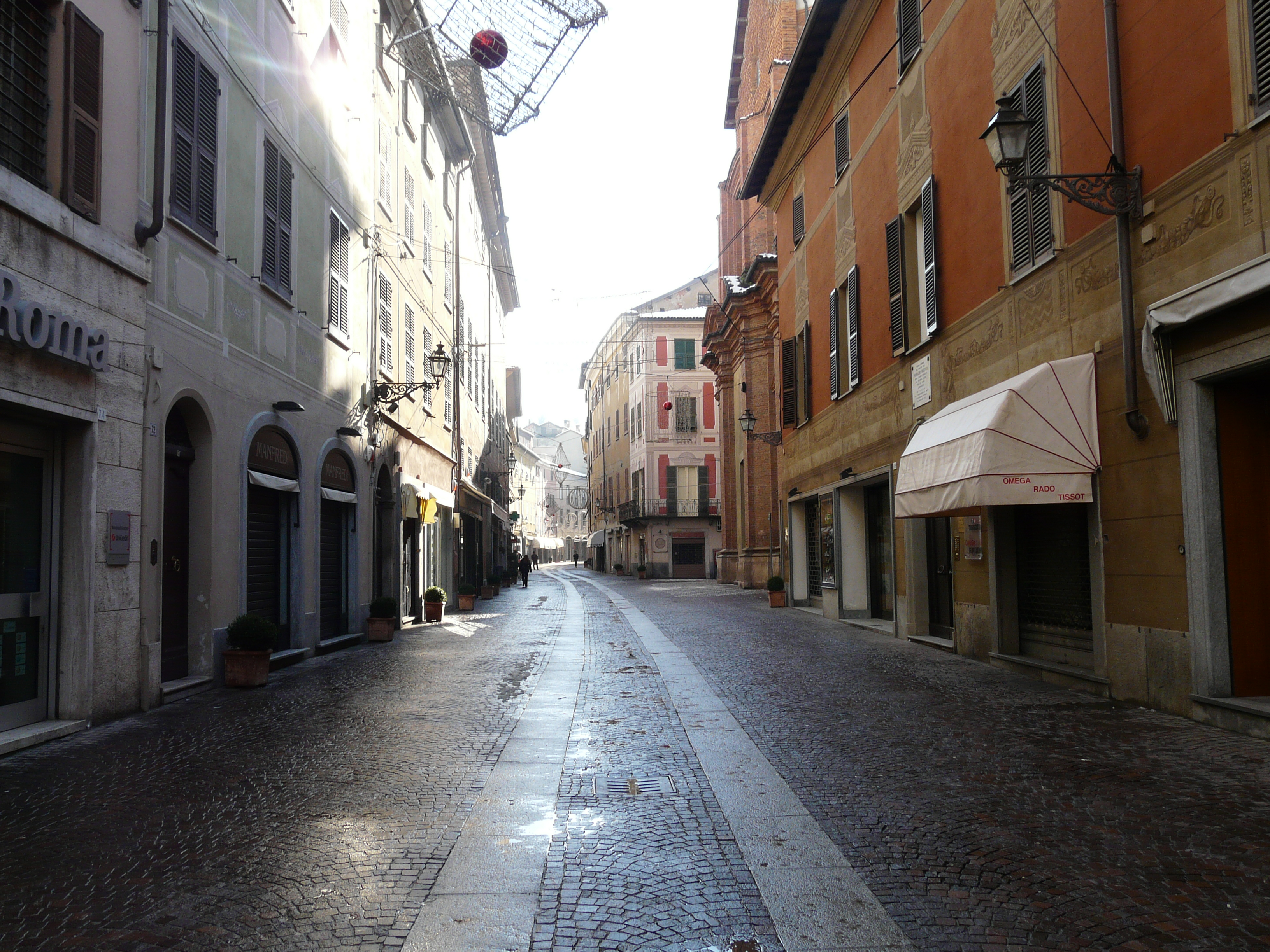
Die Altstadt von Novi Ligure

## Gemeindepartnerschaften
- Marignane
- Sorbiers, sei 2008
- Elbasan, seit 2009
- Bicester, seit 2010

## Sport
Der lokale Fußballklub ASD Novese gewann 1922 die italienische Meisterschaft.

## Persönlichkeiten
- Paolo Giacometti (1816–1882), Dramatiker
- Romualdo Marenco (1841–1907), Musiker und Komponist
- Bartolomeo Cattaneo (1866–1943), Erzbischof und Diplomat des Heiligen Stuhls
- Costante Girardengo (1893–1978), Radrennfahrer
- Pietro Fossati (1905–1945), Radrennfahrer
- Federico Boido (1940–2014), Schauspieler
- Massimo Scolari (* 1943), Architekt, Maler und Designer
- Fabrizio Palenzona (* 1953), Bankier und Politiker
- Claudio Bisio (* 1957), Schauspieler und Kabarettist
- Luigi Guido (* 1968), Judoka
- Piergiorgio Camussa (* 1981), Radrennfahrer